# کوجی یاکوشو
کوجی یاکوشو (انگلیسی: Kōji Yakusho؛ زادهٔ ۱ ژانویهٔ ۱۹۵۶) بازیگر ژاپنی است. او بازیگری در فیلم‌های سینمایی را از سال ۱۹۷۸ آغاز کرده و بیشتر برای ایفای نقش‌های اصلی در آثاری همچون ۱۳ آدم‌کش (۲۰۱۰)، سومین قتل (۲۰۱۷)، خون گرگ‌ها (۲۰۱۸)، زیر آسمان باز (۲۰۲۰) و روزها (۲۰۲۳) شناخته می‌شود.
یاکوشو در سطح بین‌المللی نیز بیشتر به‌خاطر بازی در فیلم‌های مارماهی (۱۹۹۷) اثر شوهی ایمامورا، خاطرات یک گیشا (۲۰۰۵) به کارگردانی راب مارشال و بابل (۲۰۰۶) ساخته الخاندرو گونسالس اینیاریتو شهرت یافته است. 
او برنده جوایز زیادی از جمله، جایزه بهترین بازیگر مرد از جشنواره‌های فیلم کن، یوکوهاما، توکیو، سیتخس و شیکاگو شده است. در کارنامه حرفه‌ای او جوایزی مانند انجمن بازیگران فیلم، انجمن منتقدان فیلم سن دیگو، ماینیچی، هوچی، کینما جونپو، آکادمی فیلم ژاپن، روبان آبی و جوایز فیلم آسیایی نیز دیده می‌شود.

## گزیده فیلم‌شناسی
- اونیماسا (۱۹۸۲)
- تامپوپو (۱۹۸۵)
- کامی‌کازه تاکسی (۱۹۹۵)
- مارماهی (۱۹۹۷)
- درمان (۱۹۹۷)
- جذبه (۱۹۹۹)
- دورا-هیتا (۲۰۰۰)
- اورکا (۲۰۰۰)
- نبض (۲۰۰۱)
- همزاد (۲۰۰۳)
- خاطرات یک گیشا (۲۰۰۵)
- بابل (۲۰۰۶)
- آن سوی پرچین (۲۰۰۶)
- من این کار را نکردم (۲۰۰۷)
- ابریشم (۲۰۰۷)
- سوناتای توکیو (۲۰۰۸)
- پسر فضایی (۲۰۰۹)
- ۱۳ آدم‌کش (۲۰۱۰)
- هاراکیری: مرگ یک سامورایی (۲۰۱۱)
- ایسوروکو (۲۰۱۱)
- خاطرات مادر من (۲۰۱۱)
- جنگلبان و باران (۲۰۱۱)
- کنفرانس کیوسو (۲۰۱۳)
- دنیای کاناکو (۲۰۱۴)
- خاطرات یک سامورایی (۲۰۱۴)
- امپراتور در آگوست (۲۰۱۵)
- پسر و دیو (۲۰۱۵)
- سکیگاهارا (۲۰۱۷)
- آه لوسی (۲۰۱۷)
- سومین قتل (۲۰۱۷)
- خون گرگ‌ها (۲۰۱۸)
- میرای (۲۰۱۸)
- زیر آسمان باز (۲۰۲۰)
- بل (۲۰۲۱)
- روزهای عالی (۲۰۲۳)
- توتوچان دخترکی آن‌سوی پنجره (۲۰۲۳)